# Глотална пауза
Глоталната пауза (гласилкова преградна съгласна) е вид преградна съгласна, която се среща в различни езици и се произнася чрез прекъсване на въздушния поток през речевия тракт. Международната фонетична азбука (МФА) бележи звука със знака "ʔ".
Глоталната пауза почти не се използва в българския език – използва се единствено в частицата ʔɤʔɤ, с която се изразява отрицателен отговор. Повече примери за приложение на глоталната пауза има в арабския (أغاني, [ʔaˈɣaːniː]), чешкия (používat, [poʔuʒiːvat]), нидерландския (beamen, [bəʔˈaːmə(n)]).
Алеф, първата буква в еврейската азбука, обозначава глотална пауза. Тази буква е основа на гръцката буква алфа и кирилската А, които започват да обозначават отворена незакръглена гласна, поради липсата на глотална пауза в старогръцкия и старобългарския език.